# 용의자 (2010년 영화)
용의자(槍王之王, 창왕지왕, 트리플 탭, Triple Tap)는 홍콩에서 제작된 이동승 감독의 2010년 액션, 스릴러 영화이다. 고천락 등이 주연으로 출연하였고 방평 등이 제작에 참여하였다.

## 출연

### 주연
- 고천락
- 오언조

### 조연
- 채탁연
- 리빙빙
- 두문택
- 임설
- 방중신
- 연개
- 나요휘
- 왕민덕
- 여결
- 양령
- 등달
- 진망화
- 황자웅
- 원보
- 손력민
- 허금봉
- 하기우
- 맹룡
- 진가량
- 황개삼
- 주조권
- 역천웅
- 황소환
- 황자형
- 조악현
- 팽위명
- 하경휘
- 오가성
- 요호정
- 팽패람
- 모준우
- 후건민
- 막성린
- 손혜련
- 이가휘
- 이소명
- 나건명
- 소가호
- 대상용
- 호위량
- 적예근
- 이덕상
- 오상영
- 진피득
- 종위륜
- 소위빈
- 하자걸
- 반영홍
- 감개위
- 황위기
- 진완시
- 왕려평
- 반금권
- 진조동
- 양승운
- 두항
- 악진위
- 하미시
- 채효람
- 양가기
- 엽운강
- 구헌위
- 유종기
- 막개청
- 호일헌
- 방지구
- 오흔정
- 진영창
- 여가태
- 임령원
- 양우성
- 채지은
- 맥경륜
- 하준위
- 뇌소문
- 양호해
- 종건문
- 장준현
- 이지강
- 소위남
- 종개형
- 우효군
- 나백호
- 오소청
- 진경원
- 양국명
- 허명휘
- 최이징
- 여조륜
- 유심의
- 진효인
- 이건
- 원지창
- 서경화
- 곽영덕
- 이승용
- 진희아
- 요백렴
- 반봉

## 제작진
- 출품인: 양수성
- 출품인: 위둥
- 출품인: 여서강
- 출품인: 송대
- 프로듀서: 진위양
- 프로듀서: 여가호
- 조명: 왕혜전
- 조연출: 맥계광
- 조연출: 이광요
- 조연출: 방사행
- 조연출: 장려니
- 녹음: 진지견
- 녹음: 양지달
- 미술: 문념중
- 소품: 황위명
- 특수효과: 정요명
- 분장: 주혜방
- 헤어: 임위악
- 의상: 문념중
- 무술연출: 전가락
- 무술연출: 황위휘
- 카스턴트: 오해당